# تيزيانو بروزوني
تيزيانو بروزوني (بالإيطالية: Tiziano Bruzzone)‏ (19 أغسطس 1984 ببيزا في إيطاليا - ) هو لاعب كرة قدم إيطالي في مركز الهجوم. لعب مع نادي كالياري وسيتا دي بونتيديرا وUS Forcoli Calcio 1921 ASD ‏ وOrvietana Calcio ‏ وكاشينا كالتشيو ‏ وASD Fortis Juventus 1909 ‏.

## وصلات خارجية
- تيزيانو بروزوني على موقع قاعدة بيانات كرة القدم.إي يو (الإنجليزية)